# Moord op Susanna Feldmann
Op 6 juni 2018 werd het 14-jarige Duitse meisje Susanna F. uit Mainz dood gevonden in Wiesbaden. Twee weken daarvoor, op 23 mei 2018, werd het meisje door haar moeder als vermist opgegeven. De Duitse politie ging uit van moord. De verdachte Ali Bashar Ahmad Z., een Iraakse asielzoeker, werd opgepakt. Op woensdag 10 juli 2019 werd Z. door de rechtbank in Wiesbaden veroordeeld tot een levenslange gevangenisstraf.

## Onderzoek

### Misdrijf
Het lijk van het meisje werd op 6 juni gevonden langs een spoorweg in de buurt van een bedrijventerrein in het zuidoosten van Wiesbaden. Het meisje zou volgens de politie verkracht en daarna gewurgd zijn.

### Na de vermissing
Een eerste tip over de daad kwam van een bekende van Susanna F., die op 29 mei aan Susanna's moeder vertelde dat haar lijk langs een spoorweg ligt. De politie zocht het gebied af, maar vond niets. De beslissende tip kwam van een 13-jarige asielzoeker die in hetzelfde opvangcentrum woont als de verdachte. De jongen ging op 3 juni naar de politie en meldde dat de verdachte hem over de misdaad had verteld. Zijn informatie was concreter, zodat de politie het lichaam uiteindelijk kon vinden.

### Verdachte
Ali Bashar Ahmad Z. werd geboren in Irak op 11 maart 1997 en kwam in 2015 met zijn familie naar Duitsland en vroeg er asiel aan. Zijn aanvraag werd eind 2016 werd afgewezen. Over zijn bezwaar tegen de afwijzing moest nog worden beslist. 
Na het misdrijf, op 2 juni, vlogen hij en zijn familie met laissez-passer-documenten via de luchthaven van Düsseldorf naar Istanboel. Op hun vliegtickets stonden hun volledige namen en niet de verkorte namen op hun Duitse verblijfspapieren die ze op het vliegveld toonden. Vanaf Istanboel reisde de familie naar de Iraakse stad Zakho, gelegen in de Koerdische Autonome Regio. Ali Z. werd daar op 8 juni 2018 gearresteerd door de Koerdische veiligheidsdiensten in Noord-Irak. Op 9 juni 2018 werd hij van de luchthaven Erbil teruggevlogen naar Frankfurt am Main en vervolgens overgebracht naar Wiesbaden. Voorafgaand aan zijn arrestatie had een familielid van Ali Z. lokale autoriteiten op de hoogte gebracht van zijn verblijfplaats.
Volgens de politiechef van de stad Duhok bekende Ali Z. Susanna te hebben verkracht en gewurgd. Bij zijn verhoor in Duitsland bekende hij opnieuw de moord, maar ontkende hij het slachtoffer seksueel misbruikt te hebben.
Een andere verdachte, een 35-jarige Turk die net als Ali Z. in een opvangcentrum woonde, werd aanvankelijk gearresteerd, maar later weer vrijgelaten.

## Reacties
De Duitse bondskanselier Angela Merkel sprak in de marge van de G7-topconferentie in Canada van een "afschuwelijke moord" en riep op tot een harde bestraffing van dergelijke misdrijven. Als de daad bewezen is, moet de rechter "in alle duidelijkheid oordelen". Ze begroette de arrestatie van Ali Z. in Noord-Irak en zijn terugkeer naar Duitsland en zei: "Net als ieder ander word ik geraakt door het onbeschrijflijke leed voor de familie en het slachtoffer." De zaak is een oproep aan iedereen om integratie serieus te nemen en te staan voor gemeenschappelijke waarden. "We kunnen alleen samenleven als we ons allemaal aan de wet houden," zei Merkel.
Ook de Duitse minister van Binnenlandse Zaken Horst Seehofer was blij met de arrestatie en gaf aan dat het belangrijk is dat misdaden snel opgelost worden en er recht wordt gesproken.
De moordzaak wakkerde in Duitsland het reeds bestaande debat over criminaliteit door immigranten aan. Er klonk veel kritiek op het immigratiebeleid van de Duitse regering.